# Province de Livourne
La province de Livourne (en italien : Provincia di Livorno) est une province italienne de Toscane. Sa capitale est Livourne.

## Géographie
La province de Livourne a une aire de 1 211 km2 et une population totale de 342 856 habitants (en 2010). Cette province est composée de 19 communes.

## Histoire
Elle a été formée en 1861, au moment de l'unité italienne, par fusion du Gouvernement de Livourne  et du gouvernement de l'Île d'Elbe (it). Elle a été agrandie en 1925 au détriment de la province de Pise.

## Nature
- Aire marine protégée des fonds marins de Meloria
- Parc national de l'archipel toscan
- Parco provinciale dei Monti Livornesi (it)
- Réserve naturelle de Calafuria

## Économie
- Bolgheri (DOC)

## Tourisme
- Sanctuaire de Montenero

## Administration
Les 19 communes suivantes appartiennent à la province de Livourne :
- Bibbona
- Campiglia Marittima
- Campo nell'Elba
- Capoliveri
- Capraia Isola
- Castagneto Carducci
- Cecina
- Collesalvetti
- Livourne
- Marciana
- Marciana Marina
- Piombino
- Porto Azzurro
- Portoferraio
- Rio
- Rosignano Marittimo
- San Vincenzo
- Sassetta
- Suvereto